# 山东协和学院

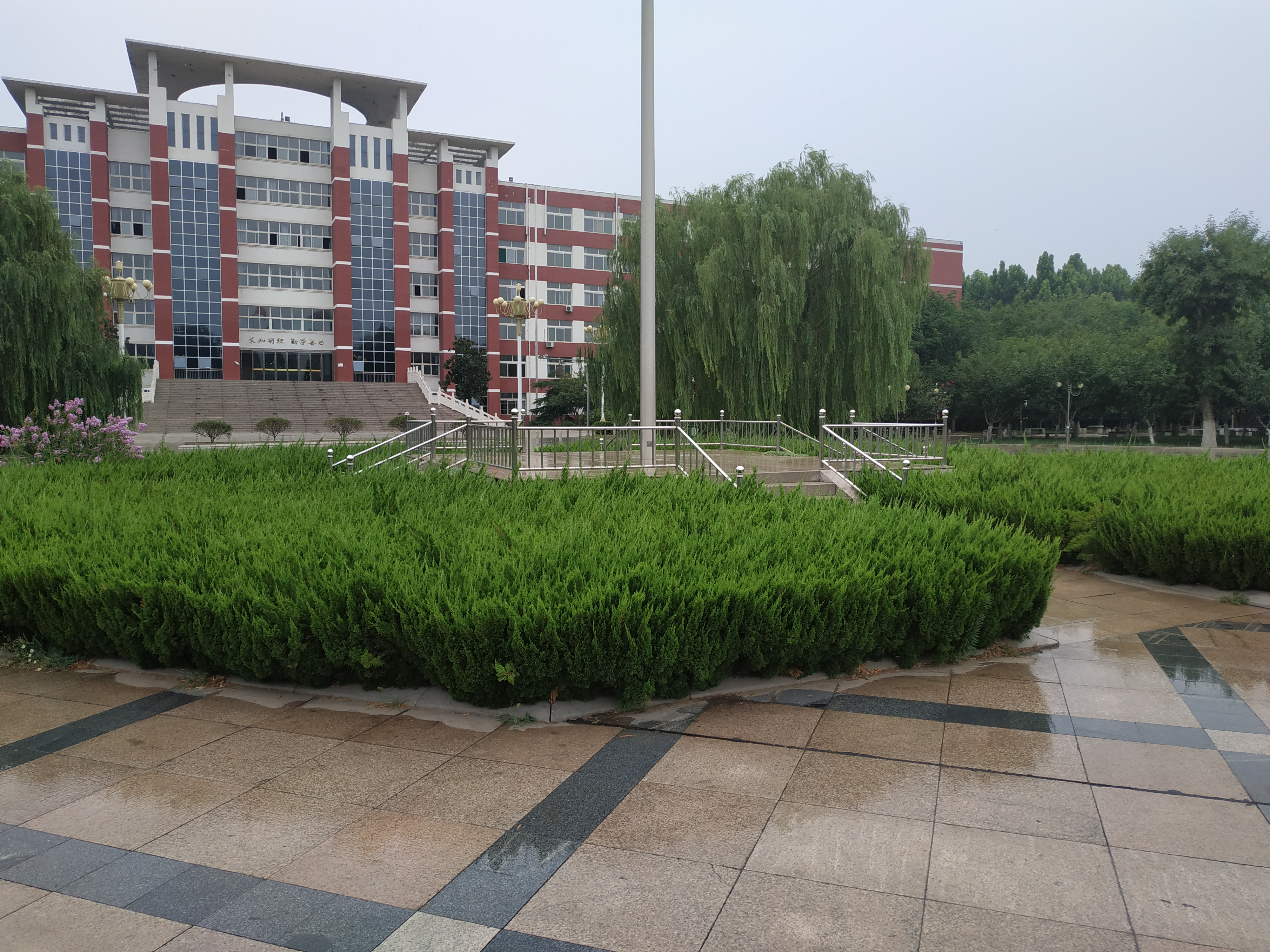
山东协和学院

山东协和学院是一所位于中華人民共和國山东省济南市的民办本科院校。

## 学校概况
学校位于山东省省会济南，有郭店、遥墙2个校区，占地面积108.7万平方米，建筑面积41.52万平方米。

## 历史沿革
山东协和学院创建于1993年，2003年纳入国家普通高职统招计划，2004年成為普通高职院校，2004年更名为山东协和职业技术学院，2011年更名为山东协和学院，学校開始以本科教育为主。2017年，山东协和学院被评为首批全国深化创新创业教育改革示范高校。

## 爭議
2010年，山东协和学院被曝招生时夸大宣传，並且相關工作人員聲稱高考分數不達標依舊可以入讀該校。
2016年，該校又被曝以“预科生”名义招收高考落榜生，承诺學生交费后可拿到本科学位，但學生卻未能獲得學籍。

## 外部連結
- 官方网站